# Чинтамани
Чинта́мани, или чинта́мни (санскр. चिन्तामणि, IAST: cintāmaṇi — волшебный или философский камень = cintâ жен. род — мысль, забота + mani муж. род — перл, драгоценный камень), — в индуистской и буддистской мифологиях магический камень (кристалл), исполняющий желания; имеет свойство давать своему владельцу всё, что он ни пожелает. Другое его имя — Дивья-ратна (санскр. божья драгоценность). Камень этот некогда принадлежал Брахме, который сам иногда именуется Чинтамани.
Название «Чинтамани» носят многие литературные памятники индийской литературы, а в тамильской литературе есть эпическая поэма под таким названием.
В честь Чинтамани был назван один горный район острова Бали (Индонезия), ныне звучащий как Кинтамани.

## В буддизме
Одна из форм проявления бодхисаттвы Авалокитешвары («Взирающего Владыки») — Чинтамани-чакра (चिन्तामणिचक IAST: Cintāmaṇi-cakra; кит. 如意輪, яп. нёирин).

## Отражение в культуре
Николай Рерих любил использовать образ Чинтамани в своих картинах. Есть картина Н. Рериха которая так и называется Чинтамани  

### Название литературных произведений
Название «Чинтамани» носят многие литературные памятники Индии, например, словарь Хемачандры «Абхидхана-Чинтамани» и другие произведения. «Абхидхана-чинтамани» (Abhidhāna-cintāmaṇi-kośa) — систематический словарь санскритских синонимов; особенно известен среди лексикографических работ Хемачандры. Был издан Кольбруком, затем совместно Бётлингом и Риё (СПб., 1847).
«Чинтамани» называется также одна эпическая поэма на тамильском языке, принадлежащая к числу классических произведений тамильской литературы и имеющая своей фабулой героическую историю царя Дживагана (Jeevagan), в рамках которой, в поэтической форме, представлено религиозное учение джайнистов.

### В видеоиграх
В сюжете компьютерной игры Uncharted 2: Among Thieves, камень Чинтамани находится в Шамбале и за ним охотится главный герой. В игре Чинтамани оказывается куском застывшей смолы дерева жизни и не исполняет желания.